# ʼNakʼwaxdaʼxw

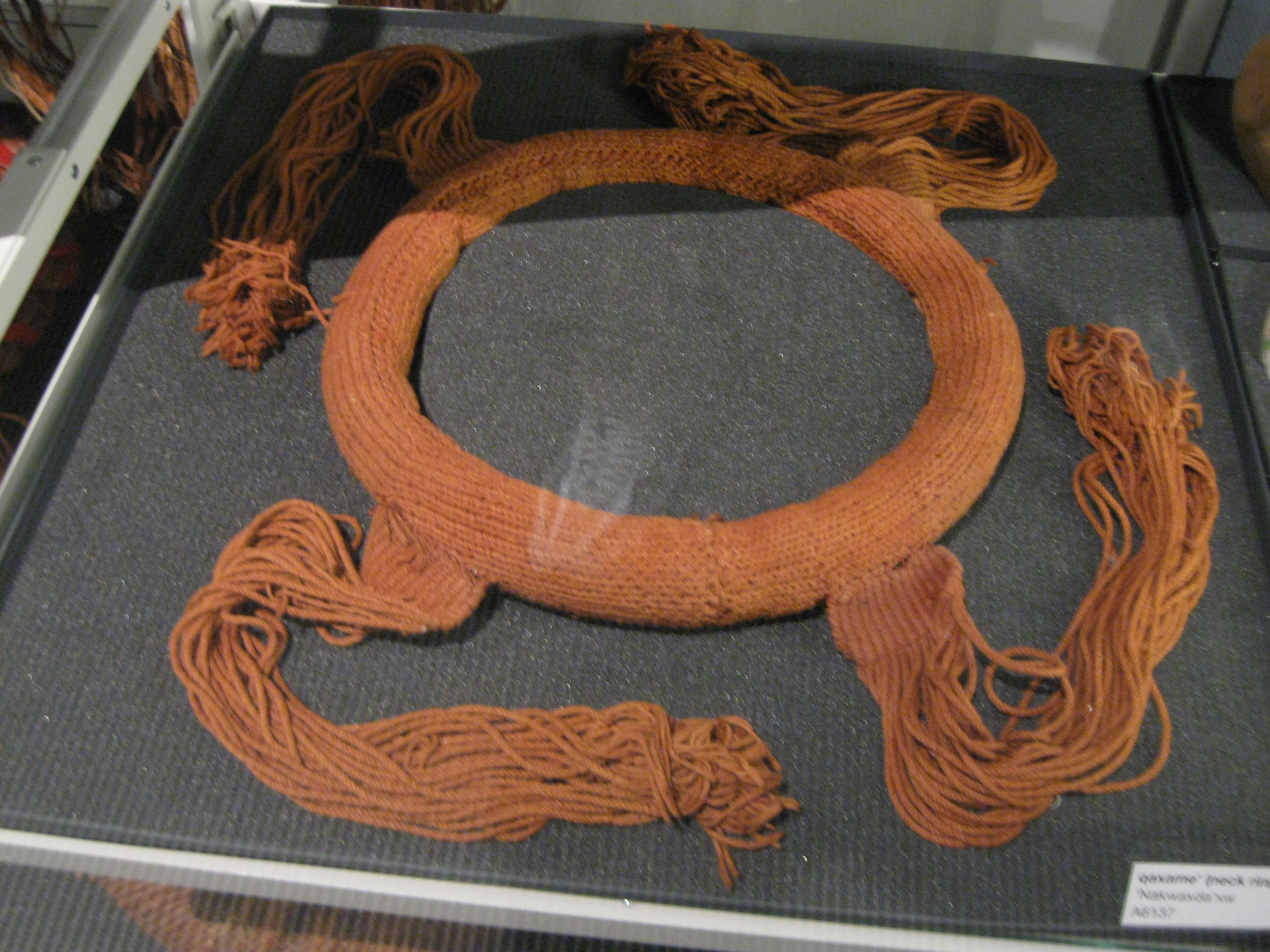
Collier ’nak’waxda’xw au musée d’anthropologie de l’UBC.

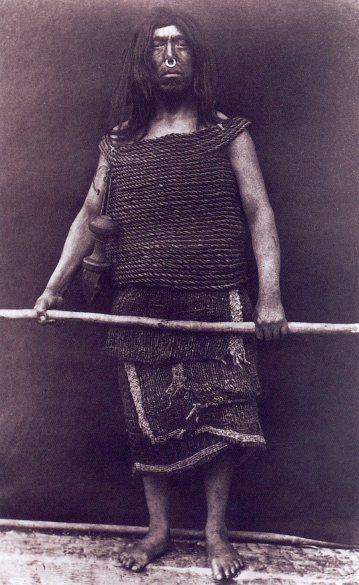
Guerrier ’nak’waxda’xw, photo d’Edward Curtis (entre 1907 et 1930).

Les ’Nak’waxda’xw, aussi appelés Nakoaktok, sont une nation autochtone faisant partie des Kwakwaka’wakw, dans la région de la Côte centrale de la Colombie-Britannique, au nord de l’île de Vancouver .
En 1964, ils ont été déplacés par le gouvernement depuis leur ancien village de Ba’as à Blunden Harbour (du côté continental du détroit de la Reine-Charlotte) vers leur village principal actuel à Port Hardy .
Le gouvernement des Premières Nations de cette nation en vertu de la Loi sur les Indiens s’appelle Nations Gwa'sala-'Nakwaxda'xw et inclut aussi le peuple Gwaʼsala, qui était traditionnellement un groupe distinct de la région de Smith Sound.